# Marmora
Marmora là một đô thị tại tỉnh Cuneo trong vùng Piedmont của Italia, vị trí cách khoảng 80 km về phía tây nam của Torino và khoảng 35 km về phía tây của Cuneo. Tại thời điểm ngày 31 tháng 12 năm 2004, đô thị này có dân số 97 người và diện tích 41,2 km².
Đô thị Marmora có các frazioni (đơn vị cấp dưới, chủ yếu là các làng) Tolosano, Torello, Garino, Urzio, Arvaglia, Arata, Reinero, Finello, S. Sebastianovà Vernetti.
Marmora giáp các đô thị: Canosio, Castelmagno, Celle di Macra, Demonte, Macra, Prazzo, Sambuco và Stroppo.